# Калыков, Арман Кобыландынович
Арман Кобыландынович Калыков (каз. Арман Қобыландыұлы Қалықов, род. 30 ноября 1973, Караганда) — казахстанский государственный деятель, член Комитета по вопросам экологии и природопользованию Мажилиса Парламента Республики Казахстан VIII созыва.

## Биография

### Образование
В 1998 году завершил обучение в Карагандинском государственном техническом университете, получил специальность «Горный инженер». В 2011 году закончил обучение в Карагандинском государственном университете по направлению «экономика».

### Трудовая деятельность
В 1991 году начал свою трудовую деятельность. устроился работать подземным горнорабочим очистного забоя, затем был назначен горным мастером на шахте имени В. И. Ленина в городе Шахтинск, Карагандинская область. С 1998 по 2007 год трудился на этой же шахте в должностях помощника начальника добычного участка, заместителя начальника участка и начальника участка.
С 2007 по 2008 годы являлся заместителем директора по технике безопасности шахты.
С 2008 по 2010 годы работал в должности подземного заместителя директора по производству шахты «Тентекская».
С 2010 по 2015 год исполнял обязанности заместителя директора по производству, был главным инженером и директором шахты «Казахстанская» в составе УД АО «АрселорМиттал Темиртау».
С 2015 по 27 марта 2023 года занимал должность директора шахты имени В. И. Ленина УД АО «АрселорМиттал Темиртау».

## Выборные должности
С 28 марта 2023 года является депутатом Мажилиса Парламента Республики Казахстан VIII созыва. Выдвинут партией «Аманат» по избирательному округу № 19 (Карагандинская область). В Парламенте работает в должности члена Комитета по вопросам экологии и природопользованию.

## Награды
Награждён Медалью «За трудовое отличие», а также знаками «Шахтёрская слава» все трёх степеней.